# Żebry-Laskowiec
Żebry-Laskowiec – wieś sołecka w Polsce położona w województwie mazowieckim, w powiecie ostrowskim, w gminie Nur.
W latach 1975–1998 miejscowość administracyjnie należała do województwa łomżyńskiego.
Obok miejscowości przepływa rzeczka Pukawka, dopływ Bugu.
Wierni Kościoła rzymskokatolickiego należą do parafii św. Jana Apostoła w Nurze.

## Historia
Wieś założona prawdopodobnie w wieku XV przez szlachtę herbu Jasieńczyk, którzy zwali się Żebrowskimi. Odkupiona przez ród Laskowskich herbu Korab, który dziedziczył tu przynajmniej do końca XVIII w., dlatego też nazwana Żebry-Laskowiec.
W roku 1578 właścicielem wsi był Paweł Laskowski, cześnik nurski (od 1557). W tym czasie wieś dworska. Mieszkali tu również chłopi, istniał folwark. 
W XVII wieku część wsi własnością Tymińskich. W końcu XVIII w. wzmiankowany Michał z Żebrów Laskowski, łowczy winnicki.
W połowie XVIII wieku dziedziczyli tu Laskowscy i Tymińscy. Od Leona Tymińskiego część wsi kupił Wawrzyniec Łuniewski, rządca majątku Ossolińskich w Ciechanowcu, komornik ziemski nurski.
Dane z 1784 informują o następujących, cząstkowych właścicielach: Bogacki, Laskowscy, Łuniewski, Stokowski, Tymiński.
W 1827 roku naliczono tu 23 domy i 186 mieszkańców.
W 1891 r. w Żebrach było 35 chłopskich oraz 13 drobnoszlacheckich gospodarzy.
W czasie spisu powszechnego z 1921 r. w Żebrach wykazano 75 domów i 453 mieszkańców. Mieszkała tu 45. osobowa grupa Żydów.
W okresie międzywojennym miejscowość należała do większych wsi w okolicy. Cieślą był J. Kulicki. Dwa wiatraki były własnością: A. Trąbki i S. Uścińskiego.
W sierpniu 1944 r. Niemcy dokonali pacyfikacji wsi, mordując jej mieszkańców

## Urodzeni w Żebrach-Laskowcu
- Renata Dąbkowska – polska wokalistka